# Cuimba
Quiçama és un municipi de la província de Zaire. Té una extensió de 3.489 km² i 64.613 habitants. Comprèn les comunes de Cuimba, Luvaca, Buela i Serra de Canda. Està situada a uns 500 m sobre el nivell del mar, a uns vint quilòmetres en línia recta al sud de la frontera amb la República Democràtica del Congo i 70 km per carretera al nord-est de la capital de la província, Mbanza Kongo. Les llengües més parlades són el kikongo i el lingala.